# Вознаграждённые усилия любви
«Вознаграждённые уси́лия любви́» (англ. Love's Labour's Won) — комедия, приписываемая Вильяму Шекспиру.

## Свидетельства
Пьеса упомянута в списке из шести комедий и шести трагедий Шекспира, который приводит богослов и литературный критик Фрэнсис Мерес в своей книге 1598 года «Palladis Tamia, или Сокровищница ума»:

Подобно тому как Плавт и Сенека считались у римлян лучшими по части комедии и трагедии, так Шекспир у англичан является наипревосходнейшим в обоих видах пьес, предназначенных для сцены; в отношении комедий об этом свидетельствуют его «Веронцы», его «Ошибки», его «Бесплодные усилия любви», его «Вознаграждённые усилия любви», его «Сон в летнюю ночь» и его «Венецианский купец»; в отношении трагедий об этом свидетельствуют его «Ричард II», «Ричард III», «Генрих IV», «Король Джон», «Тит Андроник» и его «Ромео и Джульетта».
Оригинальный текст (англ.)As Plautus and Seneca are accounted the best for Comedy and Tragedy among the Latines: so Shakespeare among ẏ English is the most excellent in both kinds for the stage; for Comedy, witnes his Gẽtlemẽ of Verona, his Errors, his Loue labors lost, his Loue labours wonne, his Midsummers night dreame, & his Merchant of Venice: for Tragedy his Richard the 2, Richard the 3, Henry the 4, King Iohn, Titus Andronicus, and his Romeo and Iuliet.

Мерес, очевидно, был вхож в театральные круги Лондона; говоря о Шекспире, он упоминает даже ещё не изданные к тому времени «его сладостные сонеты, известные его личным друзьям».
В 1953 году лондонский библиофил Соломон Поттсман (Solomon Pottesman) обнаружил в переплёте сборника проповедей, изданного в 1637 году, два листа записных тетрадей Кристофера Ханта, книготорговца из Эксетера. Они включали в себя список 16 пьес («[inter]ludes & tragedyes») ин-кварто, проданных с 9 по 17 августа 1603 года на Бландфордской ярмарке в соседнем Дорсете — в том числе следующие названия:

венецианский купец

укрощение строптивой

как распознать плута

как распознать честного человека

бесплодные усилия любви

вознаграждённые усилия любви
Оригинальный текст (англ.)
marchant of vennis

taming of a shrew

knak to know a knave

knak to know an honest man

loves labor lost

loves labor won

Таким образом, сообщение Мереса подтвердилось; кроме того, стало ясно, что существовало и печатное издание комедии.
В настоящее время список Ханта хранится в библиотеке редких книг и рукописей Иллинойсского университета в Урбане-Шампейне.

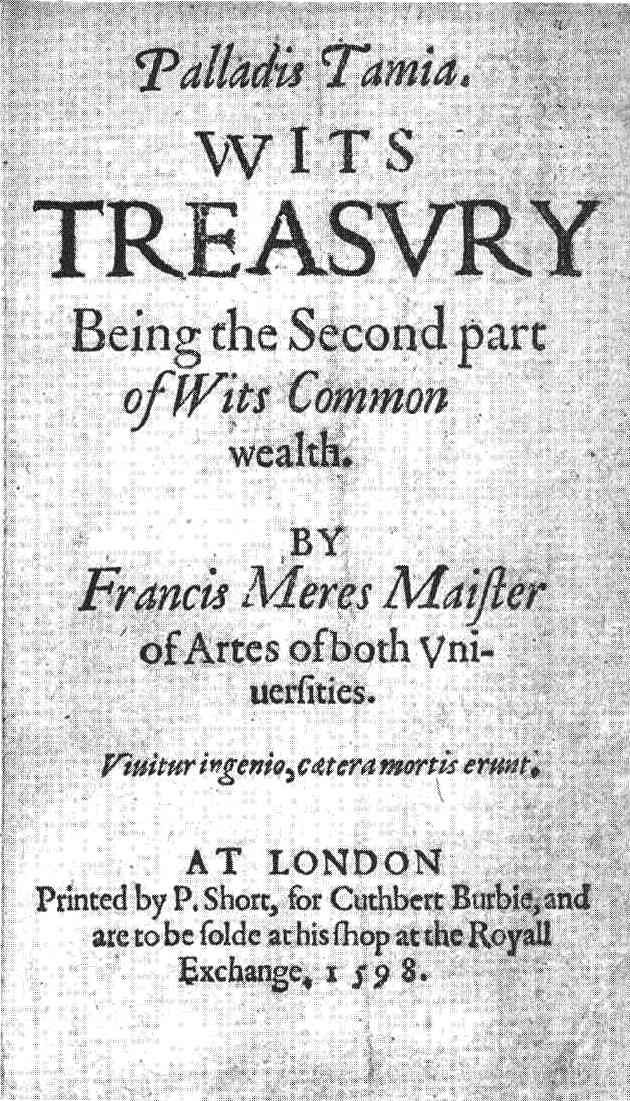
Титульный лист книги Мереса
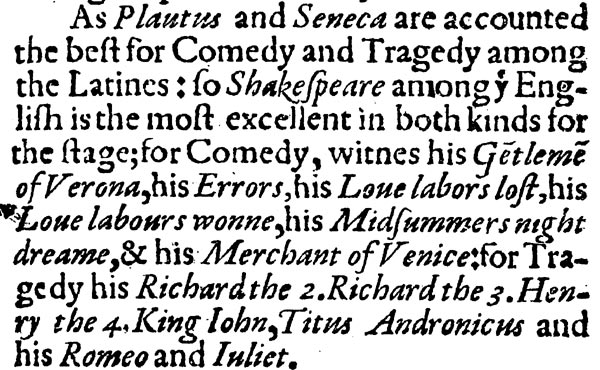
Список Мереса
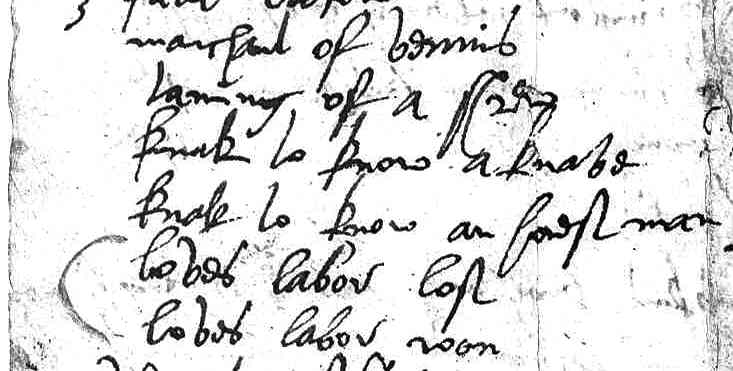
Список Ханта

## Гипотезы исследователей

### Другое название сохранившейся пьесы
Высказывалось предположение, что «Вознаграждённые усилия любви» — альтернативное заглавие какой-то из дошедших до нас комедий Шекспира. Эта гипотеза легко объясняет, почему пьесы с таким названием нет в Первом фолио (куда, впрочем, заведомо включены не все драматические тексты писателя).
По два варианта названия имели многие елизаветинские драмы — к примеру, шекспировская «Двенадцатая ночь, или Что угодно»; «Испанская трагедия, или Иеронимо снова безумен» Кида; «Своенравный сотник» Флетчера, называвшийся также «Деметрий и Энанта».
Долгое время подходящим кандидатом считалось «Укрощение строптивой», отсутствующее в списке Мереса. Обнаружение списка Ханта, где «Укрощение строптивой» и «Вознаграждённые усилия любви» названы отдельно, поколебало эту гипотезу, хотя не опровергло однозначно: помимо шекспировского «Укрощения строптивой» (The Taming of the Shrew), существовала также анонимная пьеса «Забавно придуманная история, именуемая — Укрощение одной строптивицы» (A Pleasant Conceited Historie, called the taming of a Shrew) с похожим сюжетом, но совсем другим текстом; беглая запись Ханта «taming of a shrew» может относиться и к той, и к другой комедии.
Более распространена теория, что «Вознаграждённые усилия любви» — второе заглавие пьесы «Конец — делу венец», в которой влюблённая простолюдинка Елена завоёвывает исполненного сословных предрассудков графа Бертрама. Эта серьёзная, «мрачная» комедия явно примыкает по стилю не к «счастливым» комедийным пьесам Шекспира XVI века, а к двум другим так называемым «проблемным пьесам» начала XVII века — «Мере за меру» и «Троилу и Крессиде»; но при желании в ней можно видеть следы авторской переработки и считать «Вознаграждённые усилия любви» названием более ранней редакции.
Предлагались в качестве «Вознаграждённых усилий любви» и другие дошедшие до нас комедии Шекспира — «Много шума из ничего» и прочие.

### Не сохранившаяся пьеса
Не исключено, что пьеса просто была утрачена.
В этом случае она могла быть сиквелом ранней комедии «Бесплодные усилия любви», которая имеет открытый финал: вместо радостной концовки и свадеб, обычно завершающих шекспировские комедии, здесь в окрашенной грустью последней сцене влюблённые пары временно расстаются, обещая друг другу увидеться через год. Шекспировед Седрик Уоттс представлял себе гипотетическую пьесу-продолжение так:

Спустя год ожидания король и придворные встречаются опять и делятся пережитым; каждый из них, на собственный лад, не сумел остаться столь прилежно верным и аскетичным, как ему велела его дама.
Оригинальный текст (англ.)After the year of waiting, the King and lords would meet again and compare experiences; each would, in various ways, have failed to be as diligently faithful and austere as he had been enjoined by his lady to be.

Пьесы-продолжения в елизаветинской драматургии существовали. У Шекспира к ним можно отнести два четырёхчастных цикла хроник из истории Англии, а также «Антония и Клеопатру», где вновь появляются персонажи «Юлия Цезаря». Известна и пьеса-приквел: анонимная «Первая часть Иеронимо» к популярной «Испанской трагедии». Впрочем, такими прибавлениями обычно обрастали именно хроники или трагедии, но не комедии; в качестве редкого исключения можно назвать «Награду женщине, или Укрощение укротителя» Флетчера — полемический сиквел «Укрощения строптивой».